# Terry Serpico
 (juin 2015).
Si vous disposez d'ouvrages ou d'articles de référence ou si vous connaissez des sites web de qualité traitant du thème abordé ici, merci de compléter l'article en donnant les références utiles à sa vérifiabilité et en les liant à la section « Notes et références ».
Terry Serpico né le 27 juin 1964 à Lawton, Oklahoma est un acteur américain de cinéma et de télévision.
Il est connu pour avoir joué le rôle du colonel Frank Sherwood, le mari de Denise Sherwood incarnée par Catherine Bell et le père de Jeremy Sherwood joué par Richard Bryant dans American Wives (Army Wives) de 2007 à 2013.

## Biographie
Terry Serpico est né le 27 juin 1964 à Lawton, Oklahoma. Son père Franck Serpico est fils de militaire. Il est le dernier d'une fratrie de trois.
Il a été à l'Université de Boston et est diplômé de l'Université d'État de New York à Purchase en 1989.

### Vie privée
Il a été marié à Erin M. Goodwin. Ils ont deux enfants, a un fils, Calvin et une fille, Stella.
Il est remarié à Kadia Saraf depuis 2022.

## Carrière
Il commence sa carrière comme cascadeur et obtient son premier rôle majeur en 1997 dans Donnie Brasco.

## Filmographie

### Cinéma

#### Longs métrages
- 1995 : Cyber Vengeance de J. Christian Ingvordsen : Montgomery Valentine
- 1997 : Copland (Cop Land) de James Mangold : Tony
- 1997 : Donnie Brasco de Mike Newell : Le propriétaire du Strip Club
- 1997 : Le Pacificateur (The Peacemaker) de Mimi Leder : Un sniper
- 1999 : L'Ombre d'un soupçon (Random Hearts) de Sydney Pollack : Un technicien
- 1999 : À tombeau ouvert (Bringing Out the Dead) de Martin Scorsese : Un policier
- 2000 : Fréquence interdite (Frequency) de Gregory Hoblit : Un employé
- 2001 : Hannibal de Ridley Scott : Officier Bolton
- 2001 : Laguna de Dennis Berry : Terenzio Aprea
- 2004 : Company K de Robert Clem : Sergent James Dunning
- 2005 : L'interprète (The Interpreter) de Sydney Pollack : Agent Lewis
- 2006 : Jugez-moi coupable (Find Me Guilty) de Sidney Lumet : Michael Kerry
- 2006 : Les Infiltrés (The Departed) de Martin Scorsese : Un détective
- 2007 : Michael Clayton de Tony Gilroy : Mr Iker
- 2008 : La Loi et l'Ordre (Righteous Kill) de Jon Avnet : Jon Van Luytens
- 2008 : Nuits blanches à New York (The New Twenty) de Chris Mason Johnson : Louie Kennick
- 2009 : Les chèvres du Pentagone (The Men Who Stare at Goats) de Grant Heslov : Krom
- 2010 : Angel Camouflaged de R. Michael Givens : Mr Belial
- 2012 : Dos au mur (Man on a Ledge) d'Asger Leth : Lutz
- 2012 : Premium Rush de David Koepp : Un policier NYPD dans central park
- 2016 : La Cinquième Vague (The 5th Wave) de Jonathan « J » Blakeson : Hutchfield
- 2016 : American Nightmare 3 : Élections (The Purge : Election Year) de James DeMonaco : Earl Danzinger
- 2017 : The Two Worlds of William March de Robert Clem : Sergent Dunning
- 2018 : Une femme de tête (Nappily Ever After) d'Haifaa al-Mansour : Bill
- 2019 : Mine 9 d'Eddie Mensore : Zeke
- 2020 : J'y crois encore (I Still Believe) d'Andrew et Jon Erwin : Mark Henning
- 2021 : Birdie de Gregory Alan Williams : Andy Flannagan
- 2021 : Faceless de Marcel Sarmiento (en) : Dr Klein

#### Courts métrages
- 2011 : Montauk de Charlie Kessler : Jim
- 2014 : Intersection de Brendan Beachman : Dwayne
- 2015 : Firmly Grounded de Dan Jones : Hoffman
- 2016 : Isle of Palms de John Barnhardt : Hugo

### Télévision

#### Séries télévisées
- 1992 : La Force du destin (All My Children) : Bernard Flater
- 1997 - 1998 : Oz : Freakie
- 2000 : New York 911 (Third Watch) : Lofton
- 2000 / 2005 / 2013 / 2021 - 2023 : New York, unité spéciale (Law and Order : Special Victims Unit) : Ron Johnson / Deacon Brinn / Lieutenant-Commandant William Taverts / Chef Tommy McGrath
- 2000 / 2002 / 2004 : New York, police judiciaire (Law and Order) : Jay Brannigan / Frank Miller / Officier Les Cooper
- 2001 / 2003 : New York, section criminelle (Law and Order : Criminal Intent) : Leslie Roche / Earl Carnicki
- 2004 : Line of Fire : Clyde Bowen
- 2005 : Jonny Zéro : Leo
- 2004 - 2011 : Rescue Me : Les Héros du 11 septembre (Rescue Me) : Cousin Eddie
- 2006 : Destination 11 septembre (The Path to 9/11) : Pulaski
- 2007 : Les Experts : Miami (CSI : Miami) : Steve Lancaster
- 2007 : Kidnapped : Le patron de Virgil
- 2007 - 2013 : American Wives : Colonel Frank Sherwood
- 2009 : Kings : Un docker
- 2011 :  Body of Proof : Ray Easton
- 2012 : Person of interest : Byron
- 2012 : NYC 22 : Pete Glenroy
- 2012 - 2013 : Person of Interest : Byron
- 2013 : Unforgettable : Tucker Griffin alias Arnold
- 2013 - 2014 : The Carrie Diaries : Mr Kydd
- 2014 : Esprits Criminels : Wick Griffith
- 2014 : Blue Bloods : Major Harrison
- 2014 : Drop Dead Diva : Max Tolin
- 2014 : Day One : Larry Flerpico
- 2015 : Elementary : Wallace Turk
- 2015 : Turn : Capitaine Ryder
- 2015 - 2019 : The Inspectors : Mitch Ohlmeyer
- 2016 : Limitless : David Englander
- 2017 : Sneaky Pete : Hopper
- 2017 : Star Trek : Discovery : Amiral Anderson
- 2017 : Designated Survivor : Patrick Lloyd
- 2017 : Mr. Mercedes : Chaz Chapman
- 2018 : The Good Fight : Officier Vince Torino
- 2018 : MacGyver : Lawlor
- 2019 : Yellowstone : Treal Beck
- 2020 : Homeland : Général Owens
- 2020 - 2022 : The Flight Attendant : William "Bill" Briscoe
- 2021 : The Mosquito Coast : Hershey
- 2021 : The Equalizer : Dan Erickson
- 2021 : Hightown : Major Markson
- 2021 - 2022 : Cobra Kai : Capitaine Turner
- 2023 : New York, crime organisé (Law & Order : Organized Crime) : Chef Tommy McGrath

#### Téléfilms
- 1999 : Earthly Possessions de James Lapine : Le caissier de la station-service
- 2000 : Homicide (Homicide : The Movie) de Jean de Segonzac : Karl Miller
- 2001 : Amy & Isabelle de Lloyd Kramer : Jake Cunningham
- 2015 : The Ivy League Farmer de Thomas Weber : Anders Gilbert